# Пуля Пуффа
Пуля Пуффа — базовая конструкция пуль для конического нарезного ствола.

## История
В 1899 году фирмой «Сэведж» (США) были выпущены карабины калибра 5,56 мм и патроны Ньютона к ним, пули которых имели начальную скорость 930 м/с. Через некоторое время та же фирма выпустила патрон калибра 6,5 мм с начальной скоростью пули в 950 м/с. Гонку за скоростями продолжил изобретатель Ниднер, который сконструировал патрон калибром 6,5 мм, дававший уже 1100 м/с. Больших скоростей пули в то время получить не удалось. Интересен тот факт, что скорости, достигнутые для пуль малого калибра весом до 4-5 г в конце XIX века, практически не были превзойдены на протяжении более чем 100 лет, и лишь незначительно улучшены к настоящему времени.
В 1903-1907 годах, немецкий инженер Карл Пуфф, желая увеличить скорость пуль для боевого оружия, впервые сконструировал пулю с «пояском» для нарезного огнестрельного оружия с небольшой конусностью ствола.
Пуля Пуффа не дала прироста скорости пули по сравнению с предыдущими достижениями, но её конструкция указала путь увеличения скоростей снарядов тяжёлого нарезного огнестрельного оружия больших калибров. Опыты с пулями Пуффа производились и в России, но военные не заинтересовались возможностями данной конструкции.

### Конструкция
Тело пули имело диаметр, равный диаметру канала конического ствола по его полям, ведущей частью пули служил поясок, входящий в нарезы канала ствола. Нарезы были регрессивной глубины: глубокие в казённой и мелкие в дульной части. Поясок был такого диаметра, что заполнял нарезы, постепенно сжимаясь (сплющиваясь) так, чтобы пуля встречала неослабевающее сопротивление во время движения по каналу ствола.
На тыльную часть пули был надет поддон из прессованного бездымного пороха. Входя в нарезы, пороховой поддон ломался, а получавшиеся при этом крупные обломки пороха, медленно сгорая, продолжали наращивать давление в канале ствола дополнительно к давлению от быстрого сгорания порохового заряда в гильзе.

### Тактико-технические характеристики
Начальный вариант пули Пуффа имел массу 12,7 г и с зарядом бездымного пороха в 3,8 г, при давлении в канале ствола 3057 атмосфер, навылет пробивал 5 мм стальной лист, тогда как боевая пуля винтовки «Маузер» оставляла в нём лишь вмятину.
Конечный вариант пули Пуффа имел калибр по пояску 9,22 мм, калибр по телу 7,78 мм, массу 12,7 г и при давлении в канале ствола 3170 атмосфер имел начальную скорость 902 м/с и дульную энергию 5250 Дж (у боевой винтовки — 3600 Дж). Калибр конического ствола, использовавшегося для стрельбы, составлял по нарезам в начале ствола 9,21 мм, в конце ствола 7,92 мм.

## Практическое применение
Сведений нет.

## Развитие
В дальнейшем пуля Пуффа была усовершенствована инженером Германом Герлихом, работавшим в Германском испытательном институте ручного огнестрельного оружия в Берлине (см. Пуля Герлиха).